# Linha 6 do Metrô de Santiago
A Linha 6: Cerrillos ↔ Los Leones é uma das linhas do Metrô de Santiago.

## Estações
| Simbologia | Nome                           | Inauguração           | Comuna                              | Integração         | Posição     | Latitude      | Longitude     |
| ---------- | ------------------------------ | --------------------- | ----------------------------------- | ------------------ | ----------- | ------------- | ------------- |
|            | Cerrillos                      | 2 de novembro de 2017 | Cerrillos                           | -                  | Subterrânea | 39° 29' 00" S | 70° 41' 40" O |
|            | Lo Valledor                    | 2 de novembro de 2017 | Pedro Aguirre Cerda                 |                    | Subterrânea | 33° 28' 39" S | 70° 40' 51" O |
|            | Presidente Pedro Aguirre Cerda | 2 de novembro de 2017 | Pedro Aguirre Cerda                 | -                  | Subterrânea | 33° 28' 42" S | 70° 39' 54" O |
|            | Franklin                       | 2 de novembro de 2017 | San Miguel / Santiago               |                    | Subterrânea | 33° 28' 33" S | 70° 38' 58" O |
|            | Bío Bío                        | 2 de novembro de 2017 | San Miguel / Santiago / San Joaquín | (a partir de 2030) | Subterrânea | 33° 28' 36" S | 70° 38' 32" O |
|            | Ñuble                          | 2 de novembro de 2017 | Ñuñoa                               |                    | Subterrânea | 33° 28' 03" S | 70° 37' 29" O |
|            | Estadio Nacional               | 2 de novembro de 2017 | Ñuñoa                               | -                  | Subterrânea | 33° 27' 45" S | 70° 36' 24" O |
|            | Ñuñoa                          | 2 de novembro de 2017 | Ñuñoa                               |                    | Subterrânea | 33° 27' 15" S | 70° 36' 18" O |
|            | Inés de Suárez                 | 2 de novembro de 2017 | Providencia                         | -                  | Subterrânea | 33° 26' 19" S | 70° 36' 24" O |
|            | Los Leones                     | 2 de novembro de 2017 | Providencia                         | (a partir de 2033) | Subterrânea | 33° 25' 18" S | 70° 36' 35" O |